# Unión de Ciudadanos Independientes
Unión de Ciudadanos Independientes (UCIN) es un partido político español fundado en 2012, en origen, como resultado de la unión de más de 60 agrupaciones independientes de Castilla-La Mancha. Posteriormente se extendió a otras comunidades autónomas. Tras las elecciones municipales de 2019, pasó de 50 a 74 concejales, obtuvo 7 alcaldías y representación en municipios de Andalucía, Castilla-La Mancha, Castilla y León, Comunidad Valenciana, Extremadura, Galicia y Comunidad de Madrid.
A pesar de un primer acuerdo de colaboración, en septiembre de 2014 UCIN se desvinculó del partido Ciudadanos y decidió acudir a las Elecciones municipales de España de 2015 en solitario, debido al incumplimiento de las cláusulas del pacto por parte del partido de Albert Rivera. A lo largo de 2018, y de cara a los diferentes procesos electorales de 2018-2019, UCIN exploró la posibilidad de establecer acuerdos de colaboración con otros partidos pero solo cristalizó la coalición electoral con UPYD en Castilla-La Mancha, firmada públicamente el 2 de febrero de 2019.

## Historia

### Fundación
El 20 de octubre de 2012 representantes de más de 60 agrupaciones de electores y grupos independientes de todo el territorio castellanomanchego, se reunieron en el Hotel Beatriz de Toledo para formalizar la creación de un partido político que se llamó Unión de Ciudadanos Independientes (UCIN).
En diciembre de 2013 alcanzó un acuerdo de colaboración con el partido político Ciudadanos con el fin de que sus estrategias electorales no entraran en colisión. Dicho acuerdo debería culminar con la integración de ambas formaciones en una sola. Como resultado de este pacto, UCIN avaló a Ciudadanos con la firma de 20 cargos públicos y solicitó el voto para ellos en las Elecciones al Parlamento Europeo de 2014.
En septiembre de 2014 UCIN se desvinculó del partido de Albert Rivera y decidió acudir a las Elecciones municipales de España de 2015 en solitario.

### Acuerdos posteriores
En 2018, y de cara a las Elecciones municipales de España de 2019, UCIN exploró la posibilidad de establecer acuerdos de colaboración con CCD, UPYD en Castilla-La Mancha y con otros partidos en Andalucía como la propia UPYD, dCIDE, Partido por la Igualdad Real y Partido Íber, para conformar una coalición de partidos progresistas, pero solo llegó a buen puerto la coalición electoral con UPYD en Castilla-La Mancha, firmada públicamente el 2 de febrero de 2019, entre los líderes nacionales de ambos partidos Ángel Montealegre y Cristiano Brown y sus respectivos coordinadores regionales Ricardo Cutanda y Ángel Plaza.
De cara a Elecciones al Parlamento Vasco de 2020, Elecciones al Parlamento de Galicia de 2020, Elecciones al Parlamento de Cataluña de 2021 y Elecciones a la Asamblea de Madrid de 2021, concurrirán dentro de la candidatura que integre Ciudadanos-Partido de la Ciudadanía. De cara a estas cuatro elecciones autonómicas Ciudadanos (España), Unión Progreso y Democracia, Unión de Ciudadanos Independientes y Coalición de Centro Democrático acordaron ir juntos a nivel autonómico a estas elecciones. Unión Progreso y Democracia, Unión de Ciudadanos Independientes y Coalición de Centro Democrático no se presentan a estas elecciones y algunos de sus miembros van como independientes dentro de la lista de Ciudadanos (España).
De cara a Elecciones autonómicas de España de 2023 y Elecciones generales de España de 2023, concurrirán dentro de la candidatura que integre Ciudadanos-Partido de la Ciudadanía, varios de los miembros de Unión de Ciudadanos Independientes podrían concurrir como independientes en las listas de Ciudadanos-Partido de la Ciudadanía.
De cara a Elecciones municipales de España de 2023 depende de qué lista concurrirán de acuerdos municipio a municipio y no de manera global.

## Rasgos ideológicos
- Municipalismo
- Centrismo
- Tercera vía

## Resultados electorales
| Elecciones                                            | Alcance   | Representantes | Número de votos | Porcentaje |
| ----------------------------------------------------- | --------- | -------------- | --------------- | ---------- |
|                                                       |           |                |                 |            |
| Elecciones municipales de España de 2015              | municipal | 50/67 611      | 12042           | 0.05 %     |
| Elecciones a las Cortes de Castilla-La Mancha de 2015 | regional  | 0/33           | 5061            | 0.46 %     |
| Elecciones municipales de España de 2019              | municipal | 74/67 121      | 11666           | 0.05%      |
| Elecciones municipales de España de 2023              | municipal | 66/67 121      | 20015           | 0.08%      |

### Elecciones autonómicas y municipales de 2015
En los comicios municipales de 2015 obtuvo medio centenar de concejalías en diferentes regiones españolas, logrando las alcaldías de diversos municipios en Aragón, Castilla-La Mancha, Madrid y La Rioja como La Calzada de Oropesa, Chapinería, Fernán Caballero, Fuencaliente, Ortigosa de Cameros, Urriés o Villamoronta. Originalmente obtuvo una séptima alcaldía más, en la localidad madrileña de Pozuelo del Rey, pero fue desbancada gracias a una atípica moción de censura promovida por PP y PSOE.
Asimismo, UCIN presentó candidaturas en las Elecciones a las Cortes de Castilla-La Mancha de 2015 obteniendo más de 5000 sufragios, lo que representa un 0.46% de los votos válidos emitidos.

### Elecciones autonómicas y municipales de 2019
Cuatro años después de su debut en las urnas, logró mejorar sus resultados, subiendo de 50 a 74 concejales. Asimismo, consiguió representación en más comunidades autónomas, como Andalucía (21 concejalías), Comunidad Valenciana (5 concejalías), Extremadura (4 concejalías) y Galicia (1 concejal), y en municipios más poblados (superiores a 10.000 habitantes) como Albox, donde se alzó con el triunfo, Coria del Río, Manzanares o Meco.
Además del mencionado pueblo almeriense, donde el candidato de UCIN multiplicó por diez sus concejalías, consiguió revalidar las alcaldías de Fuencaliente, Calzada de Oropesa y Pozuelo del Rey, ya obtenidas en 2015, ganar en San Gil y Membrío, y conseguir una inapelable victoria con el 91'54% de los votos emitidos en Santa Cruz del Valle, que le permitió alzarse con todas las concejalías de la población.
Por otro lado, y gracias a posteriores acuerdos postelectorales, UCIN ha entrado en los equipos de gobierno de Algete, en coalición con PSOE, Vecinos por Algete y Unión Santo Domingo, Íllar, en coalición con PP, y Órgiva, en coalición con PP y Ganemos. En octubre de 2019 UCIN Cobeja firmó un acuerdo de Gobierno con el PSOE.

## Presencia institucional
Tras las elecciones de 2019, en las que presentó 80 candidaturas, UCIN obtuvo representación en 31 ayuntamientos de 7 comunidades autónomas, repartidos de la siguiente manera: 
| Comunidad                           | Población                        | Cabeza de lista                     | Presencia | Presencia | Presencia | Presencia   |
| Comunidad                           | Población                        | Cabeza de lista                     | Gobierno  | Gobierno  | Oposición | Oposición   |
| Comunidad                           | Población                        | Cabeza de lista                     | Mayoría   | Coalición | Principal | Minoritaria |
| ----------------------------------- | -------------------------------- | ----------------------------------- | --------- | --------- | --------- | ----------- |
| Andalucía (21 concejales)           | Albox (Almería)                  | Francisco Torrecillas Sánchez       | 10        |           |           |             |
| Andalucía (21 concejales)           | Íllar (Almería)                  | Francisco José Rodríguez Camacho    |           | 1         |           |             |
| Andalucía (21 concejales)           | Órgiva (Granada)                 | José Miguel Herrera Romera          |           | 2         |           |             |
| Andalucía (21 concejales)           | Espeluy (Jaén)                   | Luis Tercero Anguita                |           |           | 2         |             |
| Andalucía (21 concejales)           | Santiago-Pontones (Jaén)         | Miriam Martínez García              |           |           | 4         |             |
| Andalucía (21 concejales)           | Coria del Río (Sevilla)          | Tomás Alfaro Suárez                 |           |           |           | 2           |
| Aragón                              | no presente                      |                                     |           |           |           |             |
| Canarias                            | no presente                      |                                     |           |           |           |             |
| Cantabria                           | no presente                      |                                     |           |           |           |             |
| Castilla-La Mancha (18 concejales)  | Fernán Caballero (Ciudad Real)   | Manuel Hondarza Dorado              |           |           |           | 1           |
| Castilla-La Mancha (18 concejales)  | Fuencaliente (Ciudad Real)       | Francisco Ramírez García            | 4         |           |           |             |
| Castilla-La Mancha (18 concejales)  | Manzanares (Ciudad Real)         | Jerónimo Romero-Nieva Lozano        |           |           |           | 1           |
| Castilla-La Mancha (18 concejales)  | Cardiel de los Montes (Toledo)   | Fernando Flores Camuñas             |           |           | 1         |             |
| Castilla-La Mancha (18 concejales)  | Cobeja (Toledo)                  | Aurora Viso Carmona                 |           |           |           | 2           |
| Castilla-La Mancha (18 concejales)  | La Calzada de Oropesa (Toledo)   | Valerio Pulido Martín               | 5         |           |           |             |
| Castilla-La Mancha (18 concejales)  | La Iglesuela del Tiétar (Toledo) | Ángel Nieto Nava                    |           |           | 1         |             |
| Castilla-La Mancha (18 concejales)  | Recas (Toledo)                   | María Teresa Bravo Vallejo          |           |           |           | 2           |
| Castilla-La Mancha (18 concejales)  | Yepes (Toledo)                   | Eladio Carrera Fernández            |           |           |           | 1           |
| Castilla y León (11 concejales)     | Cuevas del Valle (Ávila)         | Alberto Martín González             |           |           | 2         |             |
| Castilla y León (11 concejales)     | Santa Cruz del Valle             | Enrique Rodríguez González          | 7         |           |           |             |
| Castilla y León (11 concejales)     | Pozaldez (Valladolid)            | Justo González Gordaliza            |           |           | 2         |             |
| Cataluña                            | no presente                      |                                     |           |           |           |             |
| Ceuta                               | no presente                      |                                     |           |           |           |             |
| Comunidad de Madrid (13 concejales) | Algete                           | Cristina Expósito de Frutos         |           | 2         |           |             |
| Comunidad de Madrid (13 concejales) | Becerril de la Sierra            | María Encarnación Sanz Martín       |           |           |           | 2           |
| Comunidad de Madrid (13 concejales) | Chapinería                       | Gabriel Domínguez Serrano           |           |           |           | 2           |
| Comunidad de Madrid (13 concejales) | Meco                             | Rosalía Carro Calvo                 |           |           | 1         |             |
| Comunidad de Madrid (13 concejales) | Pozuelo del Rey                  | María José Alarcón Fernández        | 5         |           |           |             |
| Comunidad de Madrid (13 concejales) | San Martín de Valdeiglesias      | Francisco Javier Romero Prieto-Puga |           |           |           | 1           |
| Navarra                             | no presente                      |                                     |           |           |           |             |
| Comunidad Valenciana (5 concejales) | Calles (Valencia)                | Ana María Duval Cosín               |           |           |           | 1           |
| Comunidad Valenciana (5 concejales) | Millares (Valencia)              | Lorena Galdón Sáez                  |           |           |           | 1           |
| Comunidad Valenciana (5 concejales) | Quesa (Valencia)                 | Julio Julio Requena                 |           |           | 3         |             |
| Extremadura (5 concejales)          | Membrío (Cáceres)                | Agustín Gilete Tapia                |           | 3         |           |             |
| Extremadura (5 concejales)          | San Gil (Cáceres)                | Esther Sánchez Tapia                | 1         |           |           |             |
| Extremadura (5 concejales)          | Saucedilla (Cáceres)             | Urbano García Díaz                  |           |           |           | 1           |
| Galicia (1 concejal)                | Dozón (Pontevedra)               | José Carlos Presas Riveiro          |           |           |           | 1           |
| Islas Baleares                      | no presente                      |                                     |           |           |           |             |
| La Rioja                            | no presente                      |                                     |           |           |           |             |
| Melilla                             | no presente                      |                                     |           |           |           |             |
| País Vasco                          | no presente                      |                                     |           |           |           |             |
| Principado de Asturias              | no presente                      |                                     |           |           |           |             |
| Región de Murcia                    | no presente                      |                                     |           |           |           |             |
| España total de concejalías: 74     |                                  |                                     |           |           |           |             |

## Controversias

### Controversia con Podemos
En abril de 2018 la formación denunció públicamente a la formación Podemos por apropiación del lema "En Marcha", para las municipales de 2019, cuyo uso venían haciendo los independientes desde marzo de 2017.

### Controversia con VOX
En octubre de 2018 la delegación de VOX en Toledo lanzó una información en prensa acerca de la absorción de este partido por el partido de ultraderecha VOX, que fue desmentido por la dirección nacional de UCIN afirmando que, no sólo no se había alcanzado el acuerdo sino que ni siquiera se había establecido ningún tipo de contacto oficial.

## Elecciones autonómicas 2020
De cara a Elecciones al Parlamento Vasco de 2020, Elecciones al Parlamento de Galicia de 2020 y Elecciones al Parlamento de Cataluña de 2021: Ciudadanos (España), Unión Progreso y Democracia, Unión de Ciudadanos Independientes y Coalición de Centro Democrático acordaron ir juntos a nivel nacional a estas elecciones. Unión Progreso y Democracia, Unión de Ciudadanos Independientes y Coalición de Centro Democrático no se presentan a estas elecciones y algunos de sus miembros irán como independientes dentro de la lista de Ciudadanos (España). (Candidatura que integre Ciudadanos)

## Elecciones europeas 2024
Se presentan dentro de la coalición "La España olvidada EXISTE - Municipalistas - Mundo Justo", junto con Teruel Existe, Por un Mundo más Justo, Soria Ya, Cuenca Ahora, Aragón Existe, Centrats en Nules, Jaén Merece Más, Somos Cáceres, Unión Independiente de Mazarrón, Coalición de Centro Democrático y Ahora Decide. Su cabeza de lista es Tomás Guitarte.